# Галкин, Сергей Александрович
Сергей Александрович Га́лкин (род. 28 сентября 1958, с. Ляча, Наровчатский район, Пензенская область, РСФСР, СССР) — советский и российский деятель органов внутренних дел. Начальник Управления МВД России по Тульской области (2012—2023). Генерал-майор полиции в отставке.

## Биография
Родился 28 сентября 1958 в селе Ляча Наровчатского района Пензенской области.
Окончил Среднерусский университет по специальности «юриспруденция» и Пензенский инженерно-строительный институт по специальности «сельскохозяйственное строительство».
С 1983 в органах внутренних дел. Начинал службу в должности милиционера по охране. На протяжении нескольких лет служил на разных должностях в органах внутренних дел Мурманской области. Переехав в Калужскую область, служил участковым инспектором милиции. Прошёл путь до начальника ОВД Перемышльского района. Неоднократно выезжал в служебные командировки в Чеченскую Республику.
С 2007 по 2012 — первый заместитель начальника УВД по Калужской области — начальник криминальной милиции.
В 2011 в соответствии с Федеральным законом «О полиции» успешно прошёл внеочередную аттестацию, и приказом МВД России от 20 июня 2011 № 625 л/с ему было присвоено специальное звание «полковник полиции».
Вёл ряд резонансных дел, среди которых:
- Убийство заместителя генерального конструктора ЦКИБ СОО Вячеслава Трухачёва[1].
- Дело массового убийцы Сирожиддина Шералиева[2].
- Дело массового убийцы Даниила Глинского[3].

С 30 сентября 2012 — начальник Управления МВД России по Тульской области.
Указом Президента Российской Федерации от 11 июня 2014 присвоено специальное звание «генерал-майор полиции».
Освобожден от занимаемой должности [начальник УМВД России по Тульской области] указом Президента Российской Федерации от 27 января 2023 года.

## Семья
Женат, супруга — Наталья Ивановна.

## Награды
Государственные
- Медаль ордена «За заслуги перед Отечеством» II степени
- Медаль «За отличие в охране общественного порядка»

Ведомственные
- Медаль «За безупречную службу» I, II, III степеней
- Медаль «За доблесть в службе» (МВД России)
- Медаль «За боевое содружество» (МВД России)
- Нагрудный знак «За отличную службу в МВД» I степени
- Нагрудный знак «Почётный сотрудник МВД»
- Именное оружие — пистолет Макарова от министра внутренних дел Р. Г. Нургалиева (2011) — за оказание активной помощи органам внутренних дел в их деятельности
- Именное оружие — кортик

Иные
- Медаль «Участник боевых действий на Северном Кавказе»
- Медаль «90 лет Штаб МВД России»